# Набиуллин, Валей Габеевич
 Набиуллин Валей Габеевич (баш. Нәбиуллин Вәли Ғәбей улы, 3 апреля 1914, д. Старокучербаево — 25 декабря 1982, г. Уфа) — советский государственный деятель. Председатель  Верховного совета Башкирской АССР (1939—1947), председатель Совета Министров БАССР (1951—1962).

## Биография
Набиуллин Валей Габеевич родился в д. Старокучербаево Благоварского района БАССР. Член партии с 1939 г.
В 1933 году окончил Миловский сельскохозяйственный техникум. В 1949 году — Высшую партийную школу при ЦК ВКП(б).
Работал агрономом учебного хозяйства Миловского сельскохозяйственного техникума (1933), директором райсельхозстанции молодежи при Уфимском РК ВЛКСМ (1933—1934), агрономом Уфимского райзо (1934—1936), старшим агрономом Дмитриевского МТС (1936—1938).
Руководил партийными организациями: секретарь по кадрам Башкирского обкома ВЛКСМ (1939—1940); первый секретарь Башкирского обкома ВЛКСМ (1940—1943), секретарь по животноводству, заведующий отделом животноводства Башкирского обкома ВКП(б) (1943—1945).
После войны работал первым заместителем наркома земледелия, министром животноводства БАССР (1945—1946), министром сельского хозяйства БАССР (1949—1951), председателем Совета Министров БАССР (1951—1962), начальником лесозаготовительного комбината «Башлес» Совнархоза Башкирского административного района (1962—1971).
Набиуллин Валей Габеевич избирался депутатом Верховного Совета БАССР 3-7 созывов.

## Награды и звания
Орден Ленина, орден Трудового Красного Знамени.